# Saint-Pé-Saint-Simon
Saint-Pé-Saint-Simon település Franciaországban, Lot-et-Garonne megyében. Lakosainak száma 185 fő (2022. január 1.). Saint-Pé-Saint-Simon Sos, Castelnau-d'Auzan-Labarrère, Escalans és Sainte-Maure-de-Peyriac községekkel határos.

## Népesség
A település népessége az elmúlt években az alábbi módon változott:
| Lakosok száma | 258  | 221  | 199  | 209  | 219  | 212  | 211  | 198  | 192  | 185  |
|               | 1968 | 1982 | 1990 | 2006 | 2013 | 2015 | 2017 | 2019 | 2020 | 2022 |